# Piotr Valouïev
Pour les articles homonymes, voir Valouïev.

Piotr A. Valouïev. Portrait par Ivan Kramskoï.

Le comte Piotr Aleksandrovitch Valouïev (en russe : Пётр Александрович Валуев), né le 22 septembre 1815 et décédé le 27 janvier 1890 à Saint-Pétersbourg, est un écrivain et homme politique russe, gouverneur de Courlande, ministre de l'Intérieur du 23 avril 1861 au 9 mars 1868, ministre d'État de la propriété du 17 février 1872 à 1877, président du Comité des ministres (1879) à 1881 et auteur de plusieurs ouvrages littéraires.

## Biographie
Lors de la disparition de Nicolas Ier de Russie, Piotr Aleksandrovitch Valouïev dira de la Russie : « En haut l'éclat ; en bas, la pourriture ».

### Carrière politique
Valouïev est nommé ministre de l'Intérieur par l'empereur Alexandre II, le 23 avril 1861. Il succède au comte Sergueï Stepanovitch Lanskoï. Gouverneur de Courlande sous le règne de Nicolas Ier en 1862, le comte présente au tsar une réforme préconisant de séparer le Conseil d'État en deux chambres, une timide avancée vers ce qui sera quelques décennies plus tard la Douma. Il est remercié le 9 mars 1868 pour le général Timachev. 
Il est nommé président du Conseil des ministres en 1877. Son influence diminue à partir de 1880, il est alors évincé par le comte Loris-Melikov.
En 1881, Alexandre III de Russie le met à la retraite.

### L'écrivain
Durant une grande partie de sa vie, Valouïev tient un journal publié après son décès qui est une source importante d'informations sur le cercle intérieur de l'Empire russe du XIXe siècle.
Valoueïv fut toujours très proche du milieu littéraire. En 1834, le comte, muté de Moscou à Saint-Pétersbourg, fit la connaissance des poètes Pouchkine et Wiazemsky et fut l'un des protagonistes du roman de Pouchkine La fille du Capitaine (1836). Le comte épousa Catherine, fille du prince Wiazemsky, la même année.
Dans les années 1870, tout en siégeant au gouvernement, Valouïev écrivit une fiction. Son premier roman Lorin fut achevé en 1878 et distribué de la main à la main. Cet ouvrage resta inédit jusqu'en 1882. Le comte se consacra à l'écriture, après sa retraite et publia quatre romans et des essais sur l'histoire du christianisme.
Le comte Valouïev décéda le 27 janvier 1890 à Saint-Pétersbourg.

## L’interdiction des publications en ukrainien
Le 18 juillet 1863 (30 juillet dans le calendrier grégorien) Valouïev envoie un décret secret (« Circulaire de Valouïev ») qui interdit explicitement certaines publications en ukrainien, notamment les œuvres religieuses et littéraires, ainsi que tout enseignement scolaire en ukrainien. La Circulaire stipule qu’« aucune langue petite-russe » (c’est-à-dire l’ukrainien) « n’a existé, n’existe et ne puisse exister »,.

## Ouvrages
- Lorin (1882)
- Tchiorny Bor (1887)
- Ou Pokrova v Levchiné (1881-1882)
- Kniazjna Tatiana (également Kniaguinia Tatiana, la princesse Tatiana) (1891)

## Sources
- Alexandre II de Russie de Henri Troyat
- Alexande II de Russie Le printemps de Russie de Hélène Carrère d'Encausse